# HD 216770
HD 216770 ist ein Stern, der sich in knapp 40 Parsec Entfernung in Richtung des Sternbilds Piscis Austrinus befindet und von einem Exoplaneten umkreist wird.

## Exoplanet
Die Entdeckung des planetaren Begleiters HD 216770 b gelang Mayor et al. mittels der Radialgeschwindigkeitsmethode. Der extrasolare Planet hat eine Umlaufperiode von etwas mehr als 118 Tagen und eine Mindestmasse von 0,65 Jupitermassen. Seine Bahn hat eine große Halbachse von 0,46 Astronomischen Einheiten und weist eine Exzentrizität von 0,37 auf.